# Indywidualne Mistrzostwa Czech na Żużlu 2004
Indywidualne Mistrzostwa Czech na Żużlu 2004 – cykl turniejów żużlowych, mających na celu wyłonienie najlepszych żużlowców w Czechach w sezonie 2004.

## Finał
- Kopřivnice, 4 lipca 2004

| Msc. | Zawodnik             | Klub                   | Pkt   |             |  |
| ---- | -------------------- | ---------------------- | ----- | ----------- |  |
| 1    | Bohumil Brhel        | Olymp Praga            | 14 +3 | (3,2,3,3,3) |  |
| 2    | Adrián Rymel         | Koprivinice            | 13 +2 | (3,3,2,2,3) |  |
| 3    | Aleš Dryml           | Zlata Pribla Pardubice | 13 +1 | (2,3,2,3,3) |  |
| 4    | Tomáš Suchánek       | Zlata Pribla Pardubice | 13 +0 | (3,3,3,1,3) |  |
| 5    | Lukáš Dryml          | Zlata Pribla Pardubice | 11    | (2,1,3,3,2) |  |
| 6    | Miroslav Fencl       | Slany                  | 10    | (3,w,3,2,2) |  |
| 7    | Richard Wolff        | Marketa Praga          | 10    | (1,2,2,3,2) |  |
| 8    | Josef Franc          | Olymp Praga            | 7     | (1,2,2,d,2) |  |
| 9    | Radek Smolik         | Zlata Pribla Pardubice | 6     | (0,2,1,2,1) |  |
| 10   | Pavel Ondrašík       | Olymp Praga            | 6     | (2,1,0,2,1) |  |
| 11   | Robert Kral          | Brezolupy              | 5     | (1,1,1,1,1) |  |
| 12   | Vladimir Visvader    | Brezolupy              | 4     | (0,3,0,0,1) |  |
| 13   | Zdeněk Simota        | Pilzno                 | 4     | (2,0,1,1,0) |  |
| 14   | Jaroslav Petrak      | Zlata Pribla Pardubice | 3     | (1,1,0,1,0) |  |
| 15   | Luboš Tomíček        | Olymp Praga            | 1     | (0,0,1,d,–) |  |
| 16   | Karel Prusa          | PDK Mseno              | 0     | (0,0,0,t,0) |  |
|      | rez. Martin Malek    | Brezolupy              | 0     | (0)         |  |
|      | rez. Antoni Galliani | Marketa Praga          | 0     | (d)         |  |